# 1937 a filmművészetben

## Események
- március 4. – Az Oscar-díj történetében először adnak ki díjat a legjobb férfi és női mellékszereplőnek. Az első kitüntetettek Walter Brennan és Gale Sondergaard.
- április 28. – Róma közelében Benito Mussolini olasz kormányfő megnyitja a Cinecitta filmfővárost. A hivatalosan Quadrarónak nevezett filmgyártó központ az 1935 szeptemberében leégett régi stúdiótelepek helyett létesül. Az új létesítmény 600 ezer négyzetméter területen 28 épületet, 9 nagy stúdiót ölel magába.
- június 30. – Margarita Cansino amerikai színésznő felveszi a Rita Hayworth művésznevet
- július 14. – Az Új magyarság című szélsőjobboldali lap közli a Turul Szövetség nevű egyesület memorandumát, amelyet a "nemzeti filmgyártás" érdekében intézett a kultusz- és iparügyi miniszterhez. A memorandum szerint "a film tényleges irányítói mindig zsidók, akik nem ismerik a magyar népet", és ezért "a filmek telítve vannak a gettó-ízű erkölcstelenséggel, ami károsan befolyásolja a magyar társadalmat is azáltal, hogy nevetségessé teszi a nők tiszta erkölcsi életét és romboló éjjeli lokáléletnek csinál propagandát". Kéri a memorandum, hogy "állítsanak a filmgyártásba sürgősen keresztény magyar írókat, filmrendezőket, zeneszerzőket, operatőröket, díszlettervezőket és színészeket" de a miniszteri bizottság az engedélyt és a támogatást attól tegye függővé, hogy a nemzeti és művészi szempontból "kifogástalan" film "megfelelő arányban foglalkoztat-e keresztény magyar művészt és technikai erőket".
- augusztus – Az USA mozijai nézettségi rekordot állítanak fel: heti 90 millió mozilátogatót regisztrálnak. Az amerikai polgár átlagosan havonta háromszor megy moziba. 800 új mozit nyitnak.

## Sikerfilmek
1. Hófehérke és a hét törpe (Snow White and the Seven Dwarfs) – producer: Walt Disney
2. Conquest – rendező: Clarence Brown
3. Parnell – rendező: John M. Stahl
4. A nagy ábránd – rendező: Jean Renoir
5. Annapolis Salute – rendező: Christy Cabanne
6. Pépé le Moko – rendező: Julien Duvivier
7. Green Fields – rendező: Jacob Ben-Ami és Edgar G. Ulmer

## Magyar filmek
- Vaszary János – 3:1 a szerelem javára, Édes a bosszú, Mámi, Rád bízom a feleségem, Tokaji rapszódia
- Székely István – A 111-es, Egy lány elindul, Lovagias ügy, A Noszty fiú esete Tóth Marival, Szerelemből nősültem, Pusztai szél, Segítség, örököltem!, Két fogoly
- Kardos László – 120-as tempó, Sportszerelem
- Csepreghy Jenő – Családi pótlék
- Gaál Béla – Az ember néha téved, Hotel Kikelet, Maga lesz a férjem, Mai lányok, Pesti mese
- Vajda László – Az én lányom nem olyan, A kölcsönkért kastély, Magdát kicsapják
- Pásztor Béla – A falu rossza, Hol alszunk vasárnap?
- Gertler Viktor – A férfi mind őrült
- Ráthonyi Ákos – Fizessen nagysád!
- Keleti Márton – A harapós férj, Torockói menyasszony
- Balogh Béla – Háromszázezer pengő az utcán, Úrilány szobát keres
- Szlatinay Sándor – Hetenként egyszer láthatom
- Gertler Viktor – Marika
- Ágotai Lajos – Pergőtűzben
- Bihari Alajos – A szív szava

## Dijak, fesztiválok
Oscar-díj (március 4.)
- Film: A nagy Ziegfeld
- rendező: Frank Capra – Váratlan örökség
- Férfi főszereplő: Paul Muni – Luis Pasteur
- Női főszereplő: Luise Rainer – A nagy Ziegfeld

Velencei Nemzetközi Filmfesztivál
(augusztus 10-szeptember 4.)
- Mussolini serleg: Afrikai Scipio – Carmine Gallone, Táncrend – Julien Duvivier
- Férfi főszereplő: Emil Jannings – Az uralkodó
- Női főszereplő: Bette Davis – Megcsúfolt nő

## Filmbemutatók
- Annapolis Salute – rendező Christy Cabanne
- A bátrak kapitánya, főszereplő Spencer Tracy
- Broadway Melody of 1938, főszereplő Eleanor Powell és Judy Garland
- Conquest, főszereplő Greta Garbo és Charles Boyer
- Csillag születik, főszereplő Janet Gaynor és Fredric March
- Damaged Lives
- A Day at the Races, főszereplő Marx fivérek
- Dead End, főszereplő Sylvia Sidney, Joel McCrea and Humphrey Bogart
- Dick Tracy, főszereplő Raplh Byrd, Kay Huges és Smiley Burnette
- The Good Earth, főszereplő Luise Rainer and Paul Muni
- Good Morning Boys, főszereplő Will Hay
- Green Fields. rendező Jacob Ben-Ami és Edgar G. Ulmer
- The Hurricane, főszereplő Dorothy Lamour
- A nagy ábránd, főszereplő Jean Gabin és Dita Parlo; rendező Jean Renoir
- Kár volt hazudni, főszereplő Irene Dunne és Cary Grant
- Zola élete, főszereplő Paul Muni és Gloria Holden; rendező William Dieterle
- A Kék Hold völgye, főszereplő Ronald Colman and Jane Wyatt; rendező Frank Capra
- Nothing Sacred, főszereplő Carole Lombard és  Fredric March
- Oh, Mr Porter!, főszereplő Will Hay
- Parnell, főszereplő Clark Gable és Myrna Loy
- Pépé le Moko, főszereplő Jean Gabin
- The Prisoner of Zenda, főszereplő Ronald Colman
- Shall We Dance, főszereplő Fred Astaire és Ginger Rogers
- Slim, főszereplő Henry Fonda
- Hófehérke és a hét törpe (Snow White and the Seven Dwarfs)
- Stage Door, főszereplő Katharine Hepburn és Ginger Rogers, rendező Gregory La Cava
- Stella Dallas, főszereplő Barbara Stanwyck
- Topper, főszereplő Cary Grant, és Constance Bennett
- Way Out West, főszereplő Stan Laurel and Oliver Hardy
- Csak egyszer élünk, főszereplő Henry Fonda, rendező Fritz Lang
- Fiatal és ártatlan, rendező Alfred Hitchcock
- Táncrend (Un carnet de bal), rendező Julien Duvivier
- Vidám tragédia (Drôle de drame), rendező Marcel Carné
- A nők bálványa (Gueule d'amour), rendező Jean Grémillon
- A veszedelmes lány (Gribouille), rendező Marc Allégret
- A malakkai nő (La dame de Malacca), rendező Marc Allégret
- A sátán kutyája (Der Hund von Baskerville), rendező Carl Lamac
- Szerelmi számtan (Stand-In), rendező Tay Garnett
- A megbélyegzett asszony (Forfaiture), rendező Marcel L’Herbier
- Alibi, rendező Pierre Chenal

## Rövidfilmsorozatok
- Buster Keaton (1917–1941)
- Our Gang (1922–1944)
- Laurel and Hardy (1926–1940)
- The Three Stooges (1935–1959)

## Rajzfilmsorozatok
- Krazy Kat (1925–1940)
- Oswald the Lucky Rabbit (1927–1938)
- Mickey egér (1928–1953)
- Silly Symphonies (1929–1939)
- Screen Songs (1929–1938)
- Bolondos dallamok (Looney Tunes) (1930–1969)
- Terrytoons (1930–1964)
- Merrie Melodies (1931–1969)
- Scrappy (1931–1941)
- Betty Boop (1932–1939)
- Popeye, a tengerész (1933–1957)
- Happy Harmonies (1934–1938)
- Color Rhapsodies (1934–1949)
- Meany, Miny, and Moe (1936–1937)
- Donald kacsa (1937–1956)

## Születések
- január 4. – Dyan Cannon, színésznő
- január 15. – Margaret O'Brien, színésznő
- január 17. – Troy Donahue, színész († 2001)
- január 30. – Vanessa Redgrave, angol színésznő
- február 27. – Barbara Babcock, amerikai színésznő
- március 5. – Salvatore Borgese (Salvatore Borgese),  olasz színész
- június 24. – Biagio Pelligra, olasz színész
- augusztus 8. – Dustin Hoffman, amerikai színész
- augusztus 16. – Madaras József, színész († 2007)
- október 2. – Horesnyi László, színész
- október 19. – Rózsa János, filmrendező
- október 22. – Enzo Cerusico, olasz színész († 1991)
- december 4. – Kardos Ferenc, filmrendező († 1999)

## Halálozások
- január 2. – Ross Alexander, színész
- január 23. – Marie Prevost, színésznő
- június 7. – Jean Harlow, színésznő
- november 21. – Ingrid Pitt, színész